# Cotinga de Cayenne
Cotinga cayana
Espèce
Statut de conservation UICN

 LC  : Préoccupation mineure
Le Cotinga de Cayenne (Cotinga cayana) est une espèce de passereaux de la famille des Cotingidae.

## Description

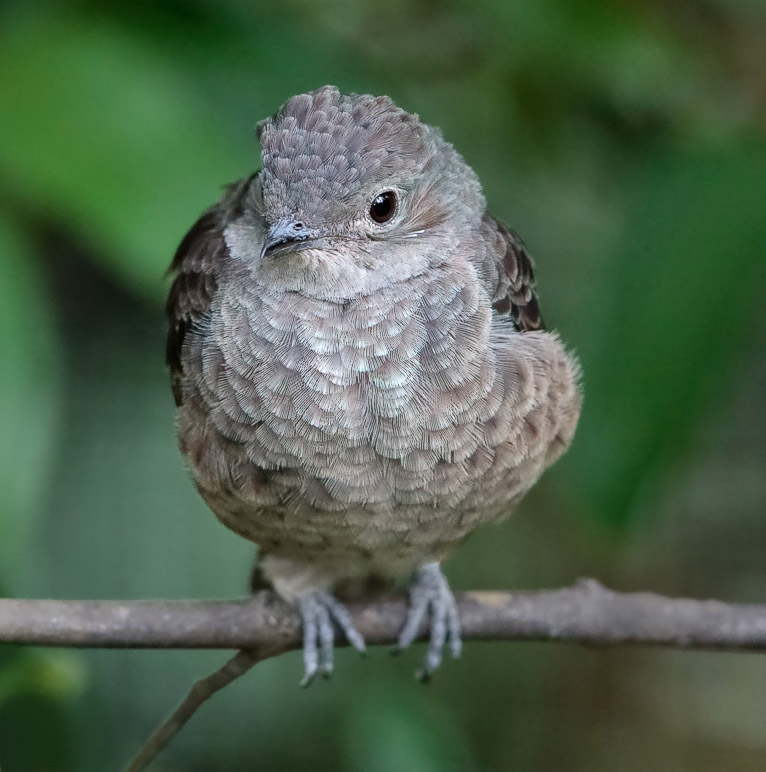
femelle

Cet oiseau peuple l'Amazonie et le plateau des Guyanes.